# Vers chez les blancs
Vers chez les blancs est un roman écrit par Philippe Djian, paru en 2000 chez Gallimard.
Ce livre doit une partie de sa célébrité aux scènes pornographiques débridées qu'il contient ; ce qui est à la fois justifié, et réducteur. Car il s'agit d'un ouvrage plutôt noir, dépeignant l'existence d'un écrivain, Francis, qui a perdu la clef du succès et qui assiste avec envie à la réussite de son ami Patrick, auteur lui aussi. Parallèlement, il mène de front des aventures intenses et presque exclusivement physiques qui risquent pourtant de menacer l'équilibre de son couple auquel il tient. 
Ce livre est considéré comme l'un des meilleurs de son auteur, et par certains comme un roman majeur de son époque.[réf. nécessaire]

## Synopsis
Francis a perdu depuis longtemps le succès littéraire de sa jeunesse. Aujourd'hui, il vend des algues chinoises à ses amis pour survivre et ses livres se vendent à peine. Il séduit la femme de son ami Patrick, qui se trouve être l'écrivain à succès du moment et qui hésite à changer de maison d'édition. Francis se sent responsable de lui. 
Sur la proposition de sa femme, il se lance parallèlement dans une double aventure érotique passionnée, et dangereuse, avec Nicole, la femme de son ami Patrick, qui est volontaire pour servir de victime très consentante dans ses essais de bondage japonais et Olga, aux tendances initialement plus frigides et allumeuses, qu'il assiste pourtant personnellement et stoïquement dans ses essais de lingerie en cabine d'essayage.